# チェスオスカー
チェスオスカー(Chess Oscar)は、年ごとにその年のベストプレーヤーに与えられている国際的なチェスの賞である。受賞者は、世界中のチェス担当ジャーナリストによる投票により選ばれる。伝統的に、10人の候補者のリストの中から多くの国の数百人のチェス担当ジャーナリストに投票を呼び掛けている。投票者は、ゲームをよく知り、それを熱心にフォローしているジャーナリストであるため、受賞者は高い名誉を得る。受賞者には、ボートに乗った男性のブロンズ像が贈られる。
この賞は1967年にスペインのジャーナリストであるJorge PuigとInternational Association of Chess Pressにより創設され、1967年から1988年まで授与された。その後、一次休止し、1995年にロシアのチェス雑誌『64』が再開して、2014年まで授与が行われた。
女性プレイヤーへのオスカーは、1982年に創設された。

## ブロンズ像

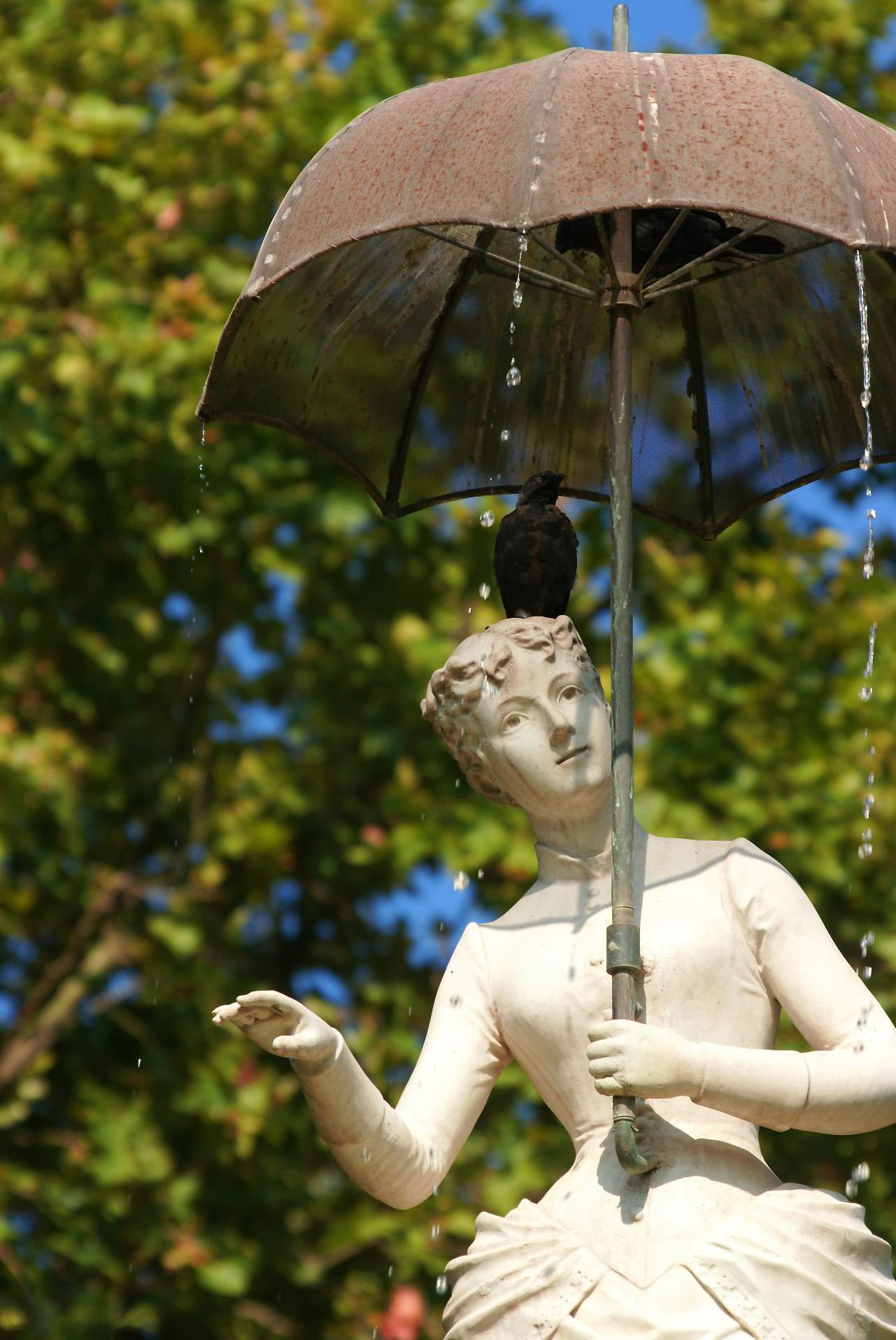
"The Lady of the Umbrella"

「ボートに乗った男性」のブロンズ像は、彫刻家のAlexander Smirnovによって作られた。これは、ニコライ・レスコフが1873年に書いた『魅せられた旅人』の登場人物を象ったものである。この小説の中で、タイトルにもなっている主人公のIvan Flyaginは、ウマの調教師であり、野蛮な男であった。彼の出生時より、母親は、イワンの人生を教会に捧げると約束していた。イワンはこの運命を避けるように長年過ごしたが、最後には、魂の理由ではなく他に選択肢がなかったために修道士となった。
このオスカー像は、もともとは、スペインのバルセロナにあるシウタデリャ公園の像をモチーフにした「傘の女性」の形であった。

## 受賞者
| 年          | 選手                                                                                           | 国             |
| ----------- | ---------------------------------------------------------------------------------------------- | -------------- |
| 1967年      | [[ベント・ラーセン・{{{last}}}\|ベント・ラーセン・{{{last}}}]]                                 | デンマーク     |
| 1968年      | [[ボリス・スパスキー・{{{last}}}\|ボリス・スパスキー・{{{last}}}]]                             | ソビエト連邦   |
| 1969年      | [[ボリス・スパスキー・{{{last}}}\|ボリス・スパスキー・{{{last}}}]]                             | ソビエト連邦   |
| 1970年      | [[ボビー・フィッシャー・{{{last}}}\|ボビー・フィッシャー・{{{last}}}]]                         | アメリカ合衆国 |
| 1971年      | [[ボビー・フィッシャー・{{{last}}}\|ボビー・フィッシャー・{{{last}}}]]                         | アメリカ合衆国 |
| 1972年      | [[ボビー・フィッシャー・{{{last}}}\|ボビー・フィッシャー・{{{last}}}]]                         | アメリカ合衆国 |
| 1973年      | [[アナトリー・カルポフ・{{{last}}}\|アナトリー・カルポフ・{{{last}}}]]                         | ソビエト連邦   |
| 1974年      | [[アナトリー・カルポフ・{{{last}}}\|アナトリー・カルポフ・{{{last}}}]]                         | ソビエト連邦   |
| 1975年      | [[アナトリー・カルポフ・{{{last}}}\|アナトリー・カルポフ・{{{last}}}]]                         | ソビエト連邦   |
| 1976年      | [[アナトリー・カルポフ・{{{last}}}\|アナトリー・カルポフ・{{{last}}}]]                         | ソビエト連邦   |
| 1977年      | [[アナトリー・カルポフ・{{{last}}}\|アナトリー・カルポフ・{{{last}}}]]                         | ソビエト連邦   |
| 1978年      | [[ヴィクトール・コルチノイ・{{{last}}}\|ヴィクトール・コルチノイ・{{{last}}}]]                 | スイス         |
| 1979年      | [[アナトリー・カルポフ・{{{last}}}\|アナトリー・カルポフ・{{{last}}}]]                         | ソビエト連邦   |
| 1980年      | [[アナトリー・カルポフ・{{{last}}}\|アナトリー・カルポフ・{{{last}}}]]                         | ソビエト連邦   |
| 1981年      | [[アナトリー・カルポフ・{{{last}}}\|アナトリー・カルポフ・{{{last}}}]]                         | ソビエト連邦   |
| 1982年      | [[ガルリ・カスパロフ・{{{last}}}\|ガルリ・カスパロフ・{{{last}}}]]                             | ソビエト連邦   |
| 1983年      | [[ガルリ・カスパロフ・{{{last}}}\|ガルリ・カスパロフ・{{{last}}}]]                             | ソビエト連邦   |
| 1984年      | [[アナトリー・カルポフ・{{{last}}}\|アナトリー・カルポフ・{{{last}}}]]                         | ソビエト連邦   |
| 1985年      | [[ガルリ・カスパロフ・{{{last}}}\|ガルリ・カスパロフ・{{{last}}}]]                             | ソビエト連邦   |
| 1986年      | [[ガルリ・カスパロフ・{{{last}}}\|ガルリ・カスパロフ・{{{last}}}]]                             | ソビエト連邦   |
| 1987年      | [[ガルリ・カスパロフ・{{{last}}}\|ガルリ・カスパロフ・{{{last}}}]]                             | ソビエト連邦   |
| 1988年      | [[ガルリ・カスパロフ・{{{last}}}\|ガルリ・カスパロフ・{{{last}}}]]                             | ソビエト連邦   |
| 1989年–94年 | 受賞なし                                                                                       |                |
| 1995年      | [[ガルリ・カスパロフ・{{{last}}}\|ガルリ・カスパロフ・{{{last}}}]]                             | ロシア         |
| 1996年      | [[ガルリ・カスパロフ・{{{last}}}\|ガルリ・カスパロフ・{{{last}}}]]                             | ロシア         |
| 1997年      | [[ヴィスワナータン・アーナンド・{{{last}}}\|ヴィスワナータン・アーナンド・{{{last}}}]]         | インド         |
| 1998年      | [[ヴィスワナータン・アーナンド・{{{last}}}\|ヴィスワナータン・アーナンド・{{{last}}}]]         | インド         |
| 1999年      | [[ガルリ・カスパロフ・{{{last}}}\|ガルリ・カスパロフ・{{{last}}}]]                             | ロシア         |
| 2000年      | [[ウラジーミル・クラムニク・{{{last}}}\|ウラジーミル・クラムニク・{{{last}}}]]                 | ロシア         |
| 2001年      | [[ガルリ・カスパロフ・{{{last}}}\|ガルリ・カスパロフ・{{{last}}}]]                             | ロシア         |
| 2002年      | [[ガルリ・カスパロフ・{{{last}}}\|ガルリ・カスパロフ・{{{last}}}]][9]                          | ロシア         |
| 2003年      | [[ヴィスワナータン・アーナンド・{{{last}}}\|ヴィスワナータン・アーナンド・{{{last}}}]][10][11] | インド         |
| 2004年      | [[ヴィスワナータン・アーナンド・{{{last}}}\|ヴィスワナータン・アーナンド・{{{last}}}]]         | インド         |
| 2005年      | [[ベセリン・トパロフ・{{{last}}}\|ベセリン・トパロフ・{{{last}}}]][12]                         | ブルガリア     |
| 2006年      | [[ウラジーミル・クラムニク・{{{last}}}\|ウラジーミル・クラムニク・{{{last}}}]][13]             | ロシア         |
| 2007年      | [[ヴィスワナータン・アーナンド・{{{last}}}\|ヴィスワナータン・アーナンド・{{{last}}}]][14]     | インド         |
| 2008年      | [[ヴィスワナータン・アーナンド・{{{last}}}\|ヴィスワナータン・アーナンド・{{{last}}}]][15]     | インド         |
| 2009年      | [[マグヌス・カールセン・{{{last}}}\|マグヌス・カールセン・{{{last}}}]][16]                     | ノルウェー     |
| 2010年      | [[マグヌス・カールセン・{{{last}}}\|マグヌス・カールセン・{{{last}}}]][17]                     | ノルウェー     |
| 2011年      | [[マグヌス・カールセン・{{{last}}}\|マグヌス・カールセン・{{{last}}}]][18]                     | ノルウェー     |
| 2012年      | [[マグヌス・カールセン・{{{last}}}\|マグヌス・カールセン・{{{last}}}]][19]                     | ノルウェー     |
| 2013年      | [[マグヌス・カールセン・{{{last}}}\|マグヌス・カールセン・{{{last}}}]][20]                     | ノルウェー     |

### 女性部門の受賞者
第１期
| 年     | 選手                                                                           | 国           |
| ------ | ------------------------------------------------------------------------------ | ------------ |
| 1982年 | [[ノナ・ガプリンダシヴィリ・{{{last}}}\|ノナ・ガプリンダシヴィリ・{{{last}}}]] | ソビエト連邦 |
| 1983年 | [[ピア・クラムリング・{{{last}}}\|ピア・クラムリング・{{{last}}}]][21][4]      | スウェーデン |
| 1984年 | [[マイア・チブルダニゼ・{{{last}}}\|マイア・チブルダニゼ・{{{last}}}]]         | ソビエト連邦 |
| 1985年 | [[マイア・チブルダニゼ・{{{last}}}\|マイア・チブルダニゼ・{{{last}}}]][5]      | ソビエト連邦 |
| 1986年 | [[マイア・チブルダニゼ・{{{last}}}\|マイア・チブルダニゼ・{{{last}}}]]         | ソビエト連邦 |
| 1987年 | [[マイア・チブルダニゼ・{{{last}}}\|マイア・チブルダニゼ・{{{last}}}]]         | ソビエト連邦 |
| 1988年 | [[ユディット・ポルガー・{{{last}}}\|ユディット・ポルガー・{{{last}}}]][22]     | ハンガリー   |
第2期
ユディット・ポルガーは、賞の第2期期間のうち、1995年、1996年、2000年、2001年及び2002年の5度受賞した。

### 選手別
| 選手                                                                                   | 国                          | 受賞数 |
| -------------------------------------------------------------------------------------- | --------------------------- | ------ |
| [[ガルリ・カスパロフ・{{{last}}}\|ガルリ・カスパロフ・{{{last}}}]]                     | ソビエト連邦（後に ロシア） | 11     |
| [[アナトリー・カルポフ・{{{last}}}\|アナトリー・カルポフ・{{{last}}}]]                 | ソビエト連邦                | 9      |
| [[ヴィスワナータン・アーナンド・{{{last}}}\|ヴィスワナータン・アーナンド・{{{last}}}]] | インド                      | 6      |
| [[マグヌス・カールセン・{{{last}}}\|マグヌス・カールセン・{{{last}}}]]                 | ノルウェー                  | 5      |
| [[ボビー・フィッシャー・{{{last}}}\|ボビー・フィッシャー・{{{last}}}]]                 | アメリカ合衆国              | 3      |
| [[ボリス・スパスキー・{{{last}}}\|ボリス・スパスキー・{{{last}}}]]                     | ソビエト連邦                | 2      |
| [[ウラジーミル・クラムニク・{{{last}}}\|ウラジーミル・クラムニク・{{{last}}}]]         | ロシア                      | 2      |

### 国別の受賞者数
| 国             | 受賞数 |
| -------------- | ------ |
| ソビエト連邦   | 17     |
| ロシア         | 7      |
| インド         | 6      |
| ノルウェー     | 5      |
| アメリカ合衆国 | 3      |
| ブルガリア     | 1      |
| デンマーク     | 1      |
| スイス         | 1      |